# Racing White Daring Molenbeek
O RWDM Brussels, anteriormente conhecido como Racing White Daring Molenbeek ou simplesmente RWDM, é um clube de futebol belga sediado na comuna de Molenbeek-Saint-Jean, Bruxelas. Manda seus jogos no Edmond Machtens Stadium, com capacidade para 12.266 torcedores.

## História
O clube foi fundado em 1951 como Standaard Wetteren. Em 2015, o Wetteren fechou e se fundiu com outro clube, liberando a matriz que foi vendida para pessoas que queriam reviver o antigo RWDM com a matriz que faliu em 2002. Como tal, o novo clube foi nomeado RWDM47.
O clube está em ascensão desde que conquistou dois acessos consecutivos da quinta divisão para a quarta divisão, e desta para a terceira divisão. Em dezembro de 2021, o clube anunciou que passou a ser propriedade da Eagle Football Holdings, holding controlada pelo empresário americano John Textor, que atualmente é dono de alguns clubes do futebol mundial, como o Botafogo, do Brasil, o Lyon, da França, e o Crystal Palace, da Inglaterra.
A academia do RWDM é uma das melhores da Bélgica, e muitos futebolistas vieram de lá, notavelmente Adnan Januzaj e Michy Batshuayi.
Em 2025, o clube chegou a mudar seu nome para Daring Brussels,  mas, com os protestos da torcida contra a mudança, teve que voltar com o seu nome antigo, mas mantendo o "Brussels" no nome.

## Estádio
O Edmond Machtens Stadium é um estádio de futebol localizado no município de Molenbeek-Saint-Jean em Bruxelas, na Bélgica. O estádio tem capacidade para 12.266 torcedores. É a casa do RWD Molenbeek. Já sediou várias partidas da Seleção Belga de Futebol.

## Títulos
| Nacionais | Nacionais             | Nacionais | Nacionais                                            |
|           | Competição            | Títulos   | Temporadas                                           |
| --------- | --------------------- | --------- | ---------------------------------------------------- |
|           | Jupiler Pro League    | 1         | 1974-75                                              |
|           | Challenger Pro League | 6         | 1923–24, 1933–34, 1964–65, 1984–85, 1989–90, 2022–23 |

## Elenco atual
Última atualização: 28 de fevereiro de 2025.